# Nediljko Farčić
Nediljko (Nedo) Farčić (Vela Luka, 12. listopada 1941.), hrvatski atletičar, trkač dugoprugaš. 
Sudionik Olimpijskih igara OI 1968. u Ciudad Mexicu, u utrci 10.000 metara i u maratonu. Na 10.000 metara bio je 9., a maraton nije dovršio.
Na europskom prvenstvu 1969. u Ateni bio je 17. u maratonu. Na europskom prvenstvu 1971. u Helsinkiju nije istrčao maraton do kraja, niti utrku do 10.000 metara.
Pobjednik Košičkog mirovnog maratona 1967. godine.
Dio je velike skupine Hrvata odnosno športaša iz Hrvatske koji su športsku karijeru poslije drugog svjetskog rata nastavili u Srbiji, u Beogradu. Po sovjetskom uzoru, atletičari su u vojnom ili milicijskom klubu iz glavnog grada imali neusporedivo bolje uvjete. Tako je u Partizanu bilo takvih uvjeta i brojni su športaši iz Hrvatske završili u Beogradu. Tako se našao u društvu Ivana Gubijana, Zvonka Sabolovića, Petra Šegedina, Drage Štritofa, Andrije Ottenheimera, Borisa Brnada, Franje Mihalića, Zdravka Ceraja, Kreše Račića, Ivice Karasija (svi u Partizanu) te Diane Sakač Ištvanović, Dane Korice i Dunje Jutronić (Crvena zvezda).